# Ventlinge kyrka
Ventlinge kyrka är en kyrkobyggnad mitt i Ventlinge, Ventlinge socken och Sydölands församling på Öland. Den ligger 45 kilometer söder om Färjestaden och tillhör Växjö stift.

## Kyrkobyggnad

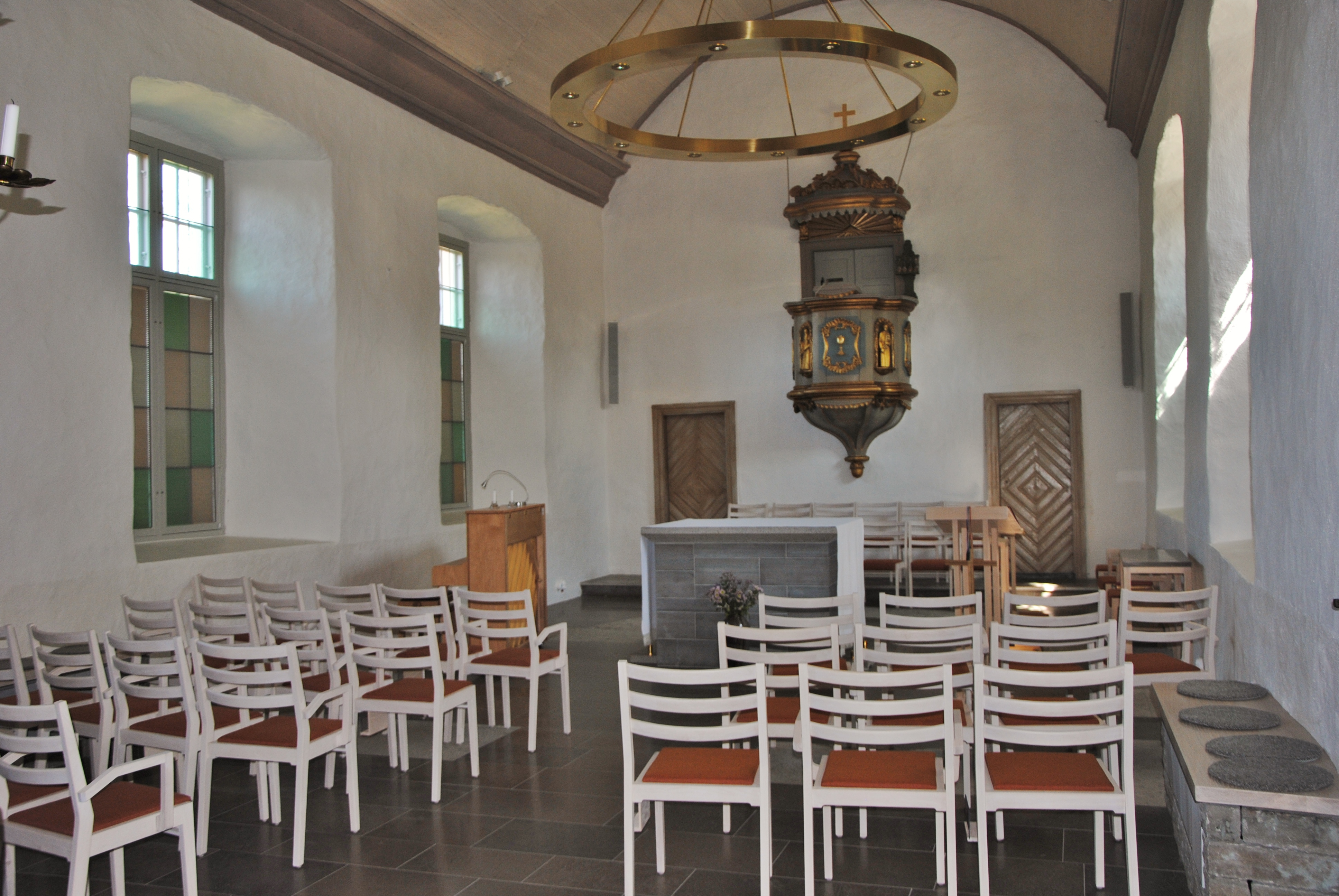
Interiör

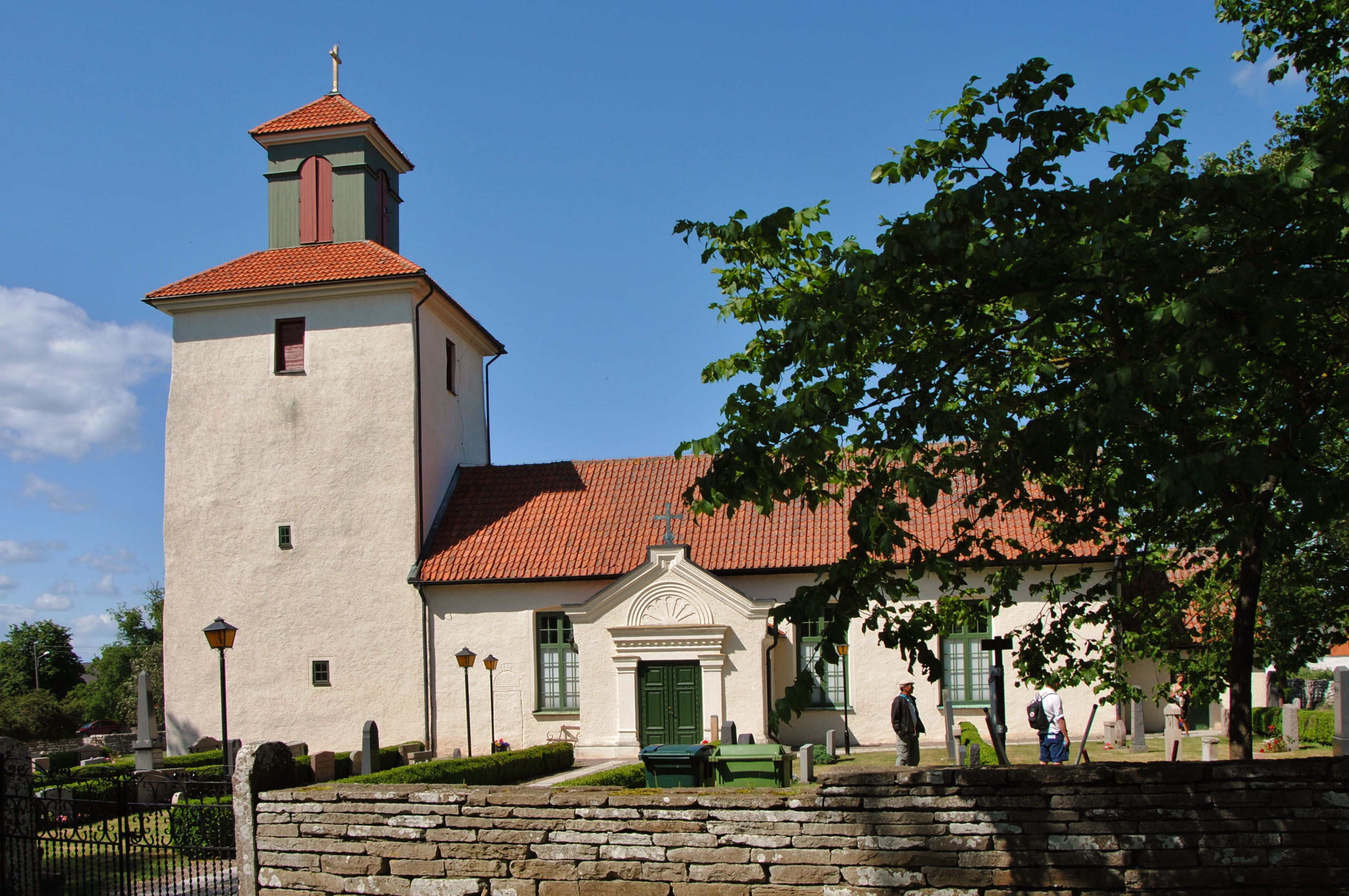
Kyrkan från söder.

Ventlinge kyrka, nära Ölands sydspets, på sluttningen av västra landborgen, består av ett rektangulärt kyrkorum med kor och utbyggd sakristia i öster och torn, av samma bredd som långhuset, i väster. Vapenhuset ansluter till långhusets sydvägg; väster om detta finns en markerad portal vilken sägs vara av samma ålderdomliga slag som nordportalen i Resmo kyrka. I Ventlinge finns också två fint skulpterade stenskivor från 1200- eller 1300-talet, den ena inmurad i östra gaveln, den andra placerad på tornvinden. Dessa kan ha ingått i ett par gravmonument.
Genom vapenhuset och tornet i väster når man det tunnvälvda kyrkorummet, som belyses av stora segmentbågefönster. Östväggen upptas av en altarpredikstol med målning av N. J. Jonsson. Det finns även en äldre altartavla, troligen målad 1743 av Eckhoff. På norra långväggen en kalkmålning från 1400-talet, föreställande ett skepp - möjligen är det fråga om Sankt Olofs seglats.

## Historik

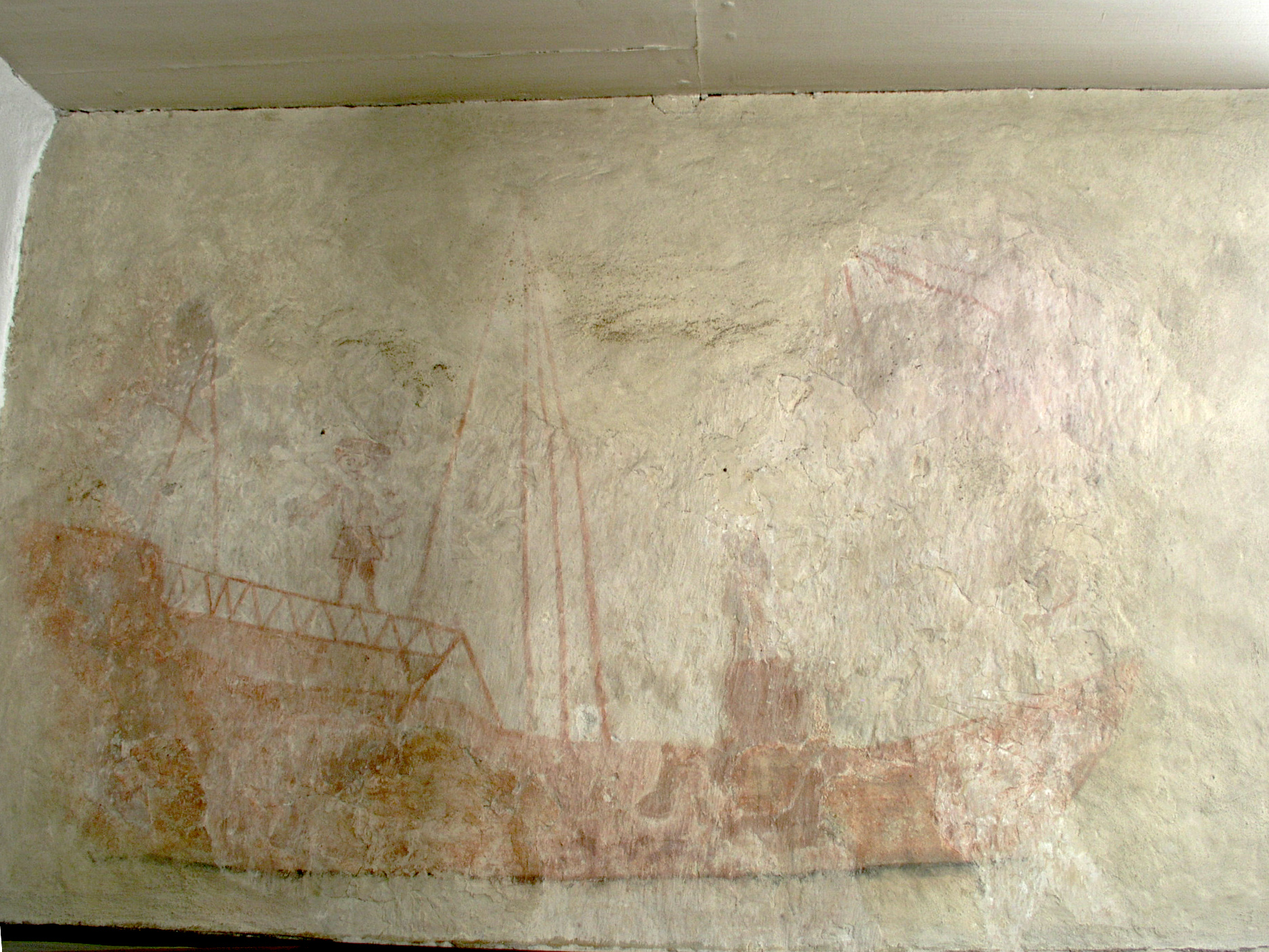
Kalkmålning

Ventlinge kyrka, helgad åt Sankt Laurentius, uppfördes under 1100-talets förra hälft och var då en liten tornlös absidkyrka i romansk stil. Till denna fogades omkring år 1200, helt på egen grund, ett försvarstorn med flera välvda rum och murtrappor. I nedre delen av trappan gjordes stegen trekantiga, så att det skulle vara lätt att snubbla. Över trappans ingång i vapenhuset finns ett kastschakt rakt upp genom muren. Kyrkans försvarare kunde på så sätt stå på tornets andra våning och slänga stenbumlingar på ovälkomna besökare. Över denna kammare har tornet ytterligare två våningar.
Hur den medeltida kyrkan såg ut framgår bland annat av en teckning från 1634 av Johannes Haquini Rhezelius.
Även en okänd konstnär från 1600-talets slut samt Petrus Frigelius år 1753 har avbildat kyrkan. År 1763 murades en portal igen på kyrkans södra sida.
År 1812 reparerades och tillbyggdes kyrkan, så att dess medeltidsprägel gick förlorad. Byggmästare var L. Pettersson. Den omvandlades till salkyrka, varvid det ursprungliga absidkoret revs, långhuset förlängdes österut och en sakristia fogades till östgaveln. Något senare byggdes tornets övre del om och kröntes 1825 med en lanternin. Läktaren uppsattes 1828. Predikstolen förfärdigades 1870 av snickaren N. J. Jonsson från Glömminge och inköptes 1879. År 1880 tillkom på södra sidan ett vapenhus, ritat av arkitekt Otto August Mankell.
Efter en renovering som pågått i åtta år återöppnades kyrkan i adventstiden 2014. Kyrkans interiör har omgestaltats så tillvida att nytt golv lagts in, de slutna kyrkbänkarna har ersatts av stolar och altarringen tagits bort. I koret som på detta sätt frilagts finns plats för körsångare. I dess mitt står ett nytt murat altare. 

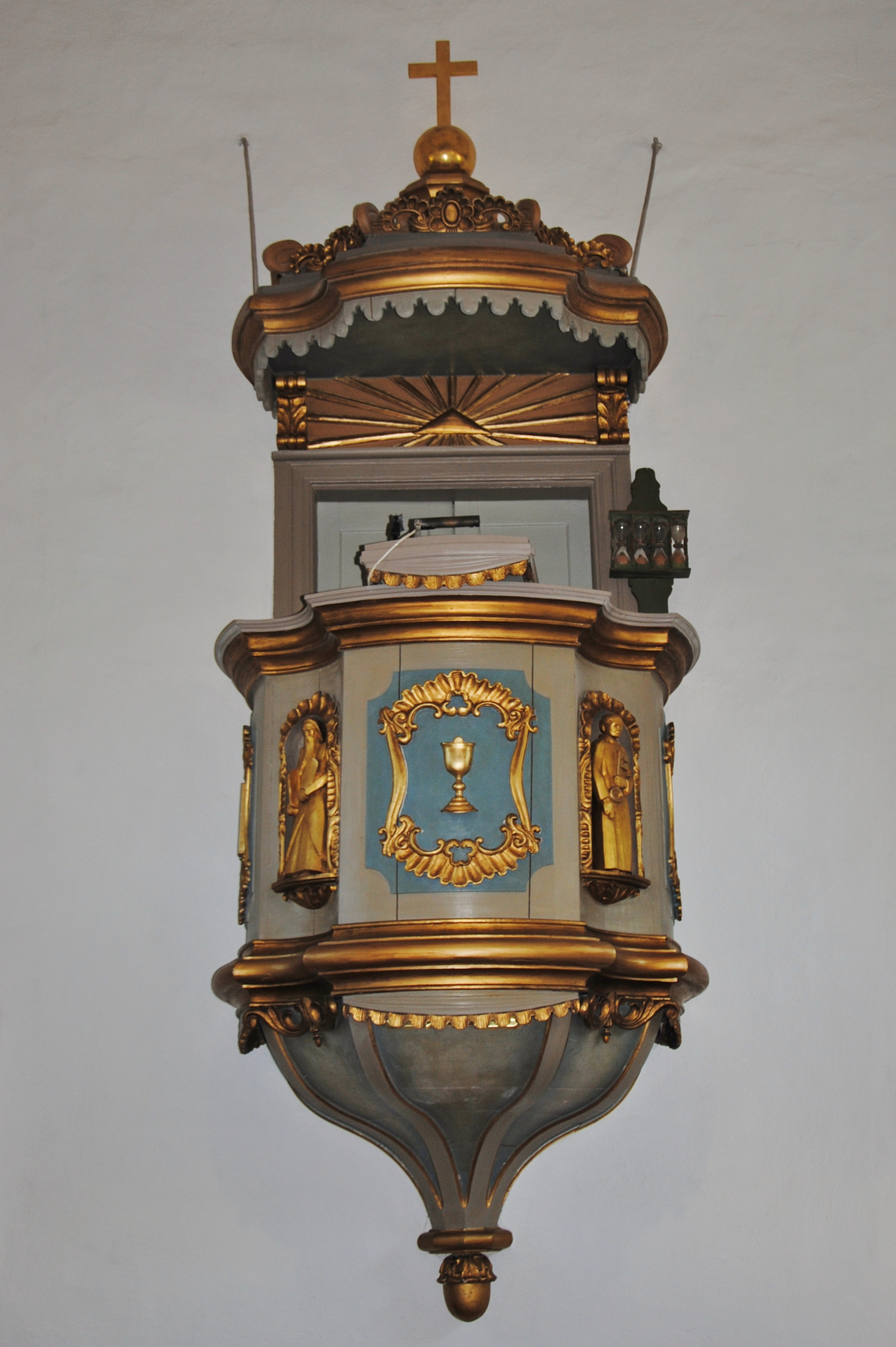
Altarpredikstolen

## Inredning och inventarier

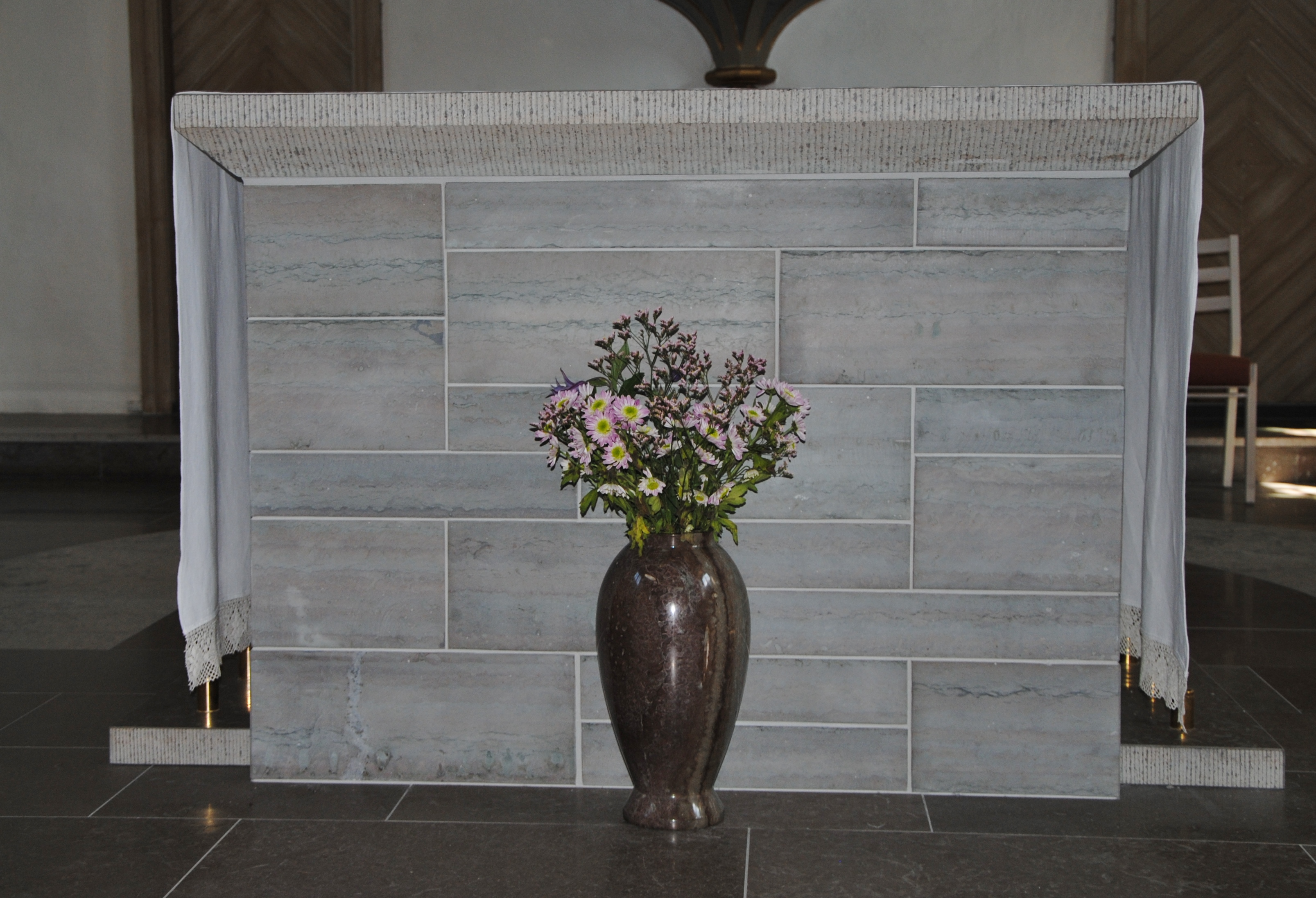
Det nya altaret

|  | - Murat altare invigt 2014. - Altartavla, föreställande Jesu korsfästelse, troligen målad av Eckhoff 1743. Enligt en annan källa är altartavlan utförd av snickaren Anders Sylvester och inköpt 1741. - Altarpredikstol förfärdigad 1870 av snickaren N. J. Jonsson, Glömminge. - Dopfunt tillverkad 1969 av Malcom Åkerberg. - Modell av briggen Erik byggd på 1920-talet. - Primklocka skänkt till kyrkan 1969. - Stolsinredning från 2014 som ersätter de slutna bänkarna. - Storklockan gjuten 1841 av P & J Mörck. - Lillklockan gjuten 1684 av Michel Bader. |

## Orgel

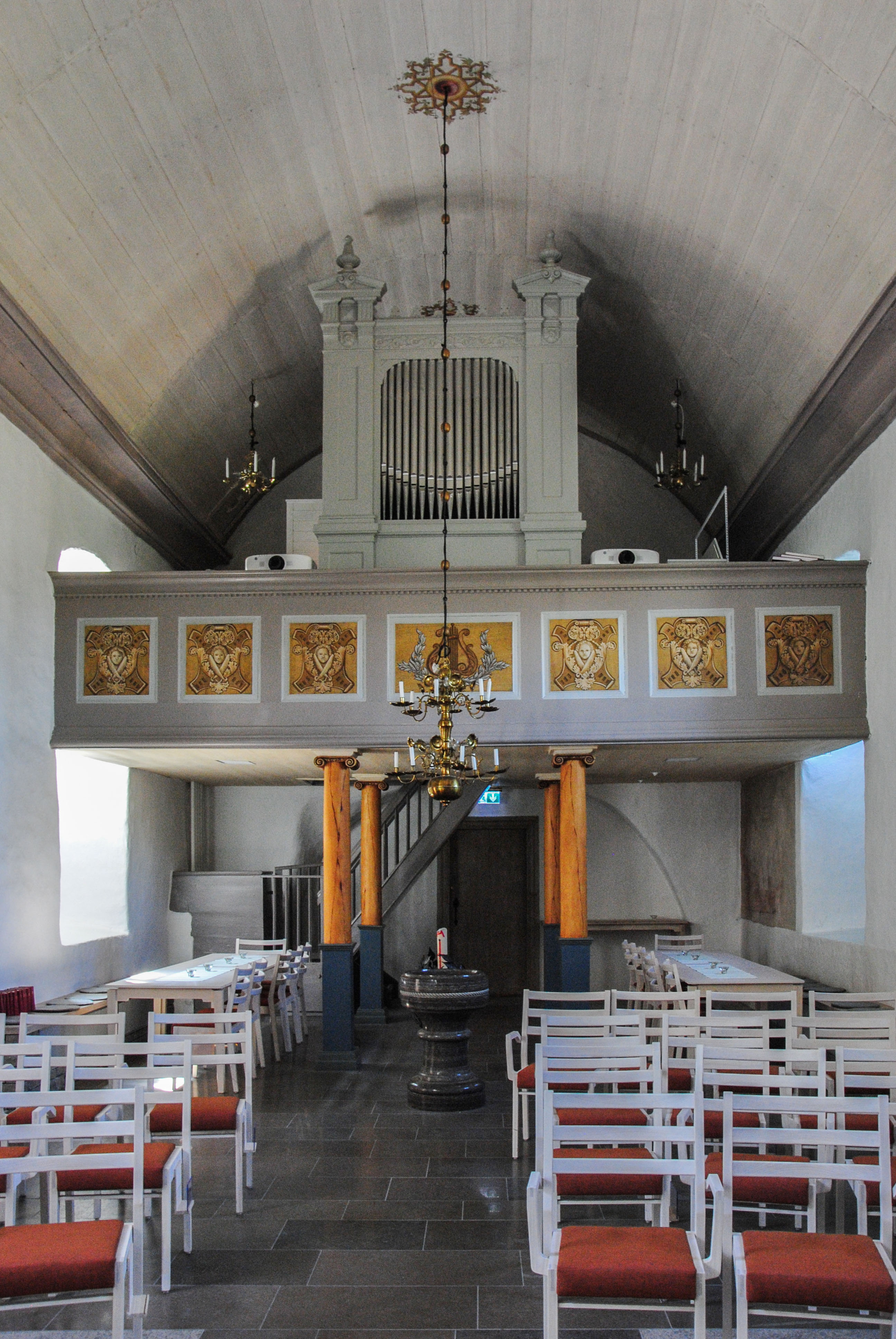
Läktarorgeln

- 1885 uppförde firma Åkerman & Lund, Stockholm, ett positiv med tre stämmor.[2]

- 1952 byggde Åkerman & Lund, Sundbyberg, en pneumatisk orgel med två manualer och pedal.[2] En ny stämma sattes in 1956 av samma firma.[3]

Disposition (1952/1956):
| Huvudverk (I)   | Svällverk (II)    | Pedal      | Koppel |
| Gedackt 8’      | Rörflöjt 8’       | Subbas 16’ | I 4’   |
| Principal 4’    | Flöjt 4’          |            | II/I   |
| Mixtur 2-3 chor | Svegel 2’         |            | II 16’ |
|                 | Kvinta 1 ⅓’       |            | I/P    |
|                 | Tremulant         |            | II/P   |
|                 | Crescendosvällare |            |        |

- Nuvarande digitalorgel med tre manualer och pedal installerades i samband med renoveringen 2014.